# A cena col diavolo
A cena col diavolo è un film del 1992 diretto da Édouard Molinaro tratto dall'omonima opera teatrale di Jean-Claude Brisville.

## Trama
Parigi, 6 luglio 1815. Il popolo francese è preoccupato per il proprio futuro: Napoleone aveva abdicato una seconda volta, lasciando il paese senza un leader. Talleyrand, ex ministro degli Esteri, invita Fouché a cenare nel suo palazzo per discutere e scegliere un nuovo sovrano per la Francia. Inizia così una diatriba tra i due uomini: Talleyrand pensa che sia necessario tornare alla monarchia e mettere Luigi XVIII sul trono; Fouché esita, non tanto per convinzione politica quanto perché ha votato per l'esecuzione di Luigi XVI e teme che suo fratello Luigi XVIII possa fargliela pagare. Fouché propone Napoleone II, Luigi Filippo d'Orléans o un ritorno alla repubblica, ma Talleyrand rimane trincerato nella sua posizione. La giostra si trasforma in un regolamento di conti quando ognuno inizia a parlare dei crimini che l'altro ha commesso per salire la scala: il coinvolgimento di Talleyrand nella vicenda del duca d'Enghien, l'appoggio di Fouché a Jean-Baptiste Carrier nelle Noyades di Nantes e il suo coinvolgimento diretto nella repressione dell'insurrezione di Lione contro la Convenzione nazionale.